# Adolf Ludvig Enebom
Adolf Ludvig Enebom, född 1 september 1769 i Stockholm, död 24 juli 1857 i Falun var en svensk präst.
Filosofie magister 1794, teologie kandidat 1801 och jubelmagister 1845 vid Uppsala universitet. Prästvigd och huspredikant hos greve Lewenhaupt 1797. Extra ordinarie predikant vid Livregementets kyrassiärkår 1799. Pastor vid Hälsinge regemente 1805 och deltog med regementet i 1808-1809 års krig. Vice pastor i Söderala församling 1810- 1811. Utnämnd till fältprost 1813. Kyrkoherde i Falu stads och Stora Kopparbergs församlingar 1814. Från 1837 utsågs komminister Pehr Carlsson vice pastor och ansvarade därmed för det praktiska arbete som annars var kyrkoherdens uppgift.